# Gaultheria losirensis
Gaultheria losirensis är en ljungväxtart som beskrevs av Herman Otto Sleumer. Gaultheria losirensis ingår i släktet Gaultheria och familjen ljungväxter. Inga underarter finns listade i Catalogue of Life.